# Mickaël Nelson
Mickaël Nelson (Marseille, 2 februari 1990) is een Franse voetballer (verdediger) die sinds 2008 voor de Franse eersteklasser Montpellier HSC uitkomt. Hij komt uit de jeugdopleiding van Montpellier.
Nelson speelde in de periode 2008-2009 tien wedstrijden voor de Franse U-19.